# Schloss Méry-sur-Oise

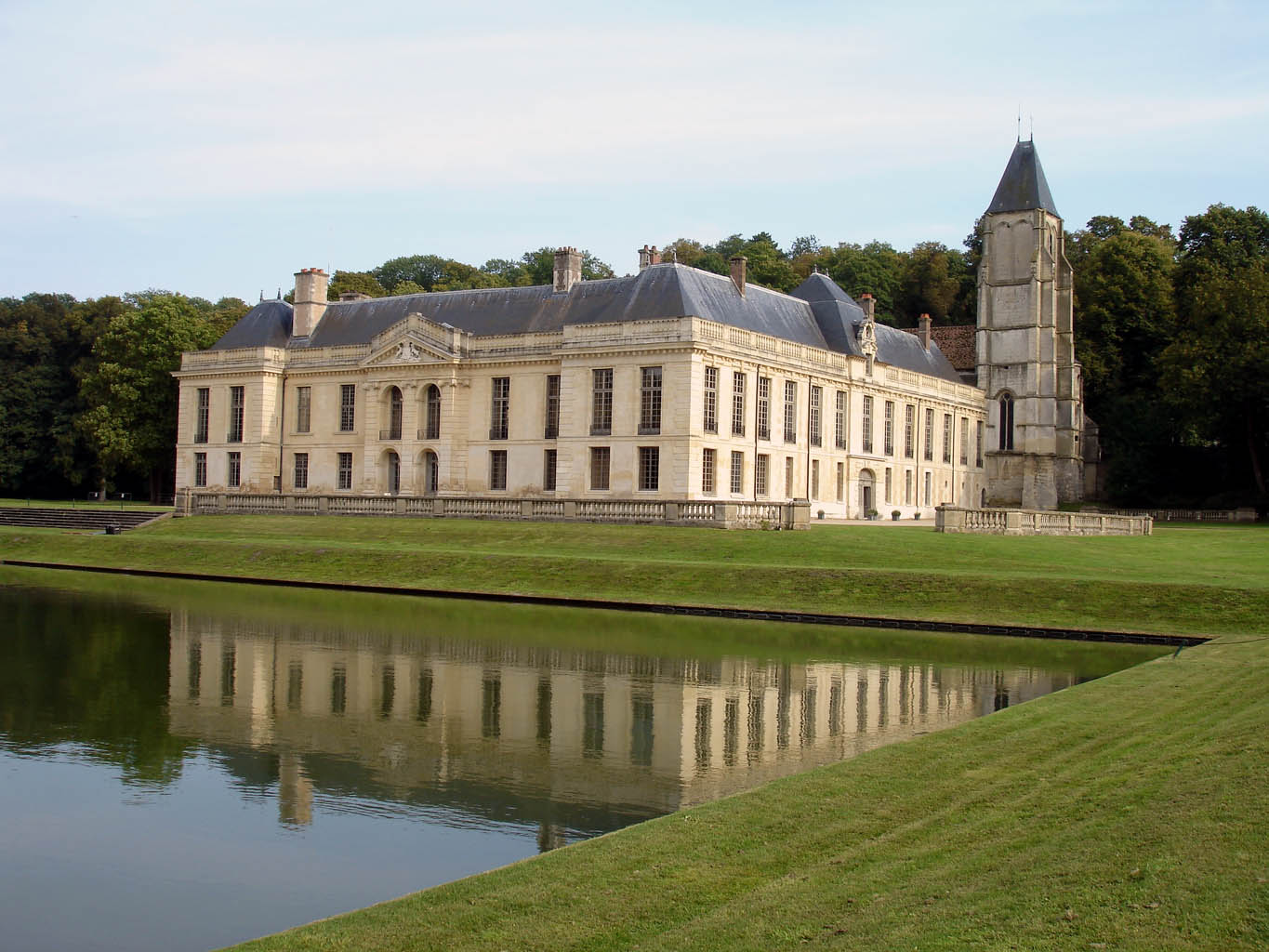
Schloss Méry-sur-Oise von Nordwesten

Das Schloss Méry-sur-Oise liegt im Département Val-d’Oise, 30 Kilometer nördlich von Paris und gegenüber dem Malerdorf Auvers-sur-Oise am gegenüberliegenden Ufer der Oise.

## Die Ursprünge
Im 6. Jahrhundert errichteten die Mönche der Abtei Saint-Denis ein Priorat in Méry und schlugen eine Holzbrücke über die Oise, um Méry mit Auvers zu verbinden. Mit dem Bau der ersten Kirche wurde 862 begonnen. Die Brücke wurde 865 unter König Karl dem Kahlen wieder aufgebaut, doch zwanzig Jahre später fuhren die Wikinger die Oise hinauf und verwüsteten die gesamte Gegend. Das Priorat wurde zerstört. Anschließend nutzen die Herren von Buffé (Bouffé, Bouffémont) das Machtvakuum aus und übernahmen die Herrschaft über Méry auf Kosten der Mönche. Die Buffés hielten die Herrschaft bis zum Ende des 12. Jahrhunderts in ihrer Hand. An der Stelle des Priorats errichteten sie eine Festung, die häufig angegriffen und zerstört wurde. Im Jahr 1343 ging die Herrschaft in die Hände von Henry de Milly über. Danach brachte der Hundertjährige Krieg eine Reihe von Zerstörungen mit sich.

## Die Burg der Orgemont
Henry de Milly wurde durch ein Urteil vom 24. März 1375 ruiniert und enteignet zugunsten von Pierre d’Orgemont (um 1320–1389) Kanzler von Frankreich, der im Mai 1386 Chantilly, im Februar 1380 das Lehen Pois/Poix in Pontoise und im Juli 1380 das Lehen Fours (alias du Four) in Auvers erwarb (dieses letzte Lehen wird von nun an das Schicksal von Méry teilen). Die Familie de Milly wurde in Méry jedoch nicht vollständig verdrängt, da ein Pierre d’Orgemont – der Vater oder Onkel oder ein naher Verwandter des neuen Lehnsherrn - mit Anne de Milly verheiratet war. Ohne Zeit zu verlieren, ließ der neue Herr zwischen 1375 und 1389 eine neue Burg errichten, von dem heute noch ein unterirdischer Raum um einen zentralen Pfeiler erhalten ist. König Karl V. der Weise hielt sich häufig in Méry auf, was durch zahlreiche Patentbriefe belegt wird, die dort verfasst wurden. Auf Wunsch des Königs setzte Pierre d’Orgemont in Méry die Abfassung der Grandes Chroniques de France fort.
Nach dem Tod von Pierre d’Orgemont am 3. Juni 1389 erbt sein ältester Sohn Pierre d’Orgemont († 1409), Bischof von Paris, die Herrschaft. Als er zwanzig Jahre später starb, folgte ihm sein Bruder Nicolas (genannt le Boiteux d’Orgemont, Kanoniker in Paris, Großarchidiakon in Amiens, Dekan in Tours, Conseiller im Parlement, Maître in der Chambre des comptes); ein weiterer Bruder, Amaury d’Orgemont, † nach 1400, erbte Chantilly und erwarb 1393 Montjay, Herrschaften, die seine Enkelin Marguerite d’Orgemont (1415–1481) an ihren Ehemann Jean II. de Montmorency (1404–1477) weitergab, der um 1454 geheiratet hatte: sie sind die Großeltern des Connétable Anne de Montmorency (1493–1567). Nicolas d’Orgemont spielte eine entscheidende Rolle in einem Komplott, mit dem die Stadt Paris an den Herzog von Burgund, Jean sans Peur, ausgeliefert werden sollte. Das Komplott scheiterte, und dem Dekan von Tours wurden seine Güter beschlagnahmt, er starb im Juli 1417 im Gefängnis von Meung-sur-Loire. Als Jean sans Peur 1418 in Paris einzog, hob er alle Beschlagnahmungen auf, die gegen seine Verbündeten verhängt wurden, und die Familie Orgemont erhielt ihre Güter zurück. Davon profitierte der letzte überlebende Bruder, Guillaume d’Orgemont (um 1350–1422; Trésorier des Guerres et général des Aides, Conseiller au Grand-Conseil, Capitaine du château de Crèvecœur). Sein Tod im Jahr 1422 führt zu einer Aufteilung der Herrschaft unter seinen drei Söhnen Pierre, Philippe († 1446) und Jean d’Orgemont.
Charles d’Orgemont († 1511; Sohn von Philippe) gelang es, die Ländereien von Méry 1485 wieder zu vereinen; er erwarb auch die benachbarte Herrschaft Mériel im November 1481 und ließ die Kirche von Méry 1485–1487 wieder aufbauen. Méry war damals ein unbedeutendes Dorf mit nur sechsundzwanzig Feuerstätten. Später verlor die Familie Orgemont die Herrschaft ein zweites Mal, zumindest den größten Teil davon. Denn Charles’ Enkel mit dem Vornamen Méry († 1551; Sohn von Pierre d’Orgemont, selbst seit 1510 ein vorverstorbener Sohn von Charles; Pierres Schwester war Louise d’Orgemont, Dame von Baillet-sur-Esches und Champs, 1483 Ehefrau von Rolland de Montmorency-Fosseux), war Waise, als er die Ländereien seines Großvaters Charles erbte. Da er unter Vormundschaft gestellt wurde, wurde ihm der Großteil seines Besitzes enteignet, abgesehen von einigen Ländereien am Ufer der Oise. Méry gelang es dennoch, eine steile Karriere zu machen, indem er sich in die Dienste von König Franz I. stellte. Er wurde zum Ritter, dann zum Mundschenk des Königs und schließlich zum Gouverneur von Paris und der Île-de-France befördert. Er starb 1549 (oder 1551).
Claude d’Orgemont († 1598) war erst fünfzehn Jahre alt, als er die Aufgaben seines Vaters Méry übernahm. Nach dessen Vorbild wurde er ebenfalls Mundschenk des Königs. Es gelang ihm nicht, das Vermögen der Orgemonts wieder aufzubauen. Sein Lebensstil war äußerst bescheiden, was er mit dem Prunk seiner Feste und Empfänge, die er auf Kredit finanzierte, kaschierte. Trotz seiner prekären finanziellen Lage gelang es Claude d’Orgemont, das Schloss fast vollständig wieder aufzubauen. Über einer Tür ist die Jahreszahl 1584 eingemeißelt, die offenbar den Abschluss der Bauarbeiten bezeichnet. Die Religionskriege, in denen er sich als mutig erwies, vollendeten den Ruin der Burg. Er zog sich 1596 in sein Schloss zurück, doch zwei Jahre später übertrug er alles, was von dem schwer belasteten Anwesen übrig geblieben ist, an seinen Schwiegersohn François II. Juvénal des Ursins, Marquis de Trainel (um 1560/1570–1650), Sohn von Christophe Juvénal des Ursins, Marquis de Trainel, und Ehemann seiner Tochter Guillemette d’Orgemont (um 1560/1565–1639, ohne überlebende Nachkommen). Letzterer verfügt auch nicht über die nötigen Mittel, um die Ausgaben zu bestreiten. Um eine Schuld zu tilgen, verkaufte er das Schloss 1597 an seinen Schwager, den Grafen Antoine I. de Saint-Chamans (oder Saint-Chamant) du Pesch(i)er de Méry, († 1628), der König Heinrich IV. nahestand (einer von Antoines Brüdern, Mercure de Saint-Chamant, hatte Isabelle Juvénel des Ursins († 1644), die Schwester von François Juvénel, geheiratet). Der Bruder von Antoine und Mercure, Jean de Saint-Chamant, war der Vater von Pierre und der Großvater von François I. und Antoine II. (siehe unten).

## Die Burg der Saint-Chamant
Als Heinrich IV. die Schwester seiner Geliebten Gabrielle d’Estrées, die Äbtissin von Maubuisson Angélique d’Estrées, besuchte, hielt er sich im Schloss Méry auf. Der neue Besitzer war reich und umgab sich mit Künstlern, die er für die Verschönerung der Innenausstattung des Schlosses heranzog. Saint-Chamans kaufte Gemälde, hauptsächlich Porträts der Könige und der Prinzen von Lothringen, Wandteppiche, wertvolle Möbel, Silber und Nippes. Der Graf ließ die Künstler von seinen hohen Beziehungen profitieren und bot vielen von ihnen Unterkunft im Schloss an. Méry erlangte wieder großen Glanz, da der Herr seinen Reichtum und den Luxus gerne zur Schau stellte. Im Jahr 1628 hinterließ Antoine de Saint-Chamans seinen Besitz seinem Großneffen François de Saint-Chamans.
Im April 1648 wurde François I. de Saint-Chamans-Méry während der Belagerung von Ypern verwundet und erlag noch im selben Jahr seinen Verletzungen. Da er unverheiratet und kinderlos blieb, wurde er von seinem Bruder Antoine II. beerbt. Er heiratete 1655 Marie Lioni, die Tochter von Zanobi Lioni, dem Besitzer des Schlosses Auvers. Aus dieser Ehe ging 1658 François II. de Saint-Chamans-Méry hervor. Er begann seine Karriere als Page des Königs und wurde Kadett der Garde du corps du roi, bevor er in die Kompanie de Noailles aufgenommen wird. Als er den Auftrag erhielt, Marie Louise d’Orléans, die Nichte des Königs, nach Spanien zu begleiten, wo sie 1679 Karl II. von Spanien heiratete, hatte er eine Affäre mit der Prinzessin und verlängerte seinen Aufenthalt, solange er konnte. Als er zurückkehrte, verbannte ihn König Ludwig XIV. nach Méry ein und befahl ihm, zu heiraten. Der Graf gehorchte dem erst sieben Jahre später und heiratete 1687 Bonne de Chastellux; der König hatte zu diesem Zeitpunkt all seinen Groll vergessen und belohnte François II. de Saint-Chamans sogar, indem er sein Land 1695 zum Marquisat erhob. Die folgenden Jahre wurden für die Restaurierung und Umgestaltung des Schlosses genutzt, das seit seinem letzten Umbau vor etwas mehr als einem Jahrhundert nicht mehr ausreichend gepflegt worden war. Die Südfassade wurde 1697 neu errichtet und spiegelte den Stil ihrer Zeit gut wider. Die Jahre für die Saint-Chamans in Méry waren jedoch gezählt; François II. starb 1714 und sein Sohn César-Arnaud, der als Soldat unverheiratet geblieben war, starb 1728 ohne Nachkommen. Sein Testament wurde für ungültig erklärt und das Anwesen zum Verkauf angeboten.

## Das Schloss der Molé, Lamoignon und Ségur-Lamoignon
Der Käufer ist nicht irgendwer, sondern seit 1720 in zweiter Ehe mit verheiratete Pauline de Saint-Chamans-Méry verheiratet, Tochter von François II. und damit Schwester des letzten Marquis César-Arnaud. Es handelt sich um den protestantischen Finanzier und Spekulanten Samuel Bernard (Sohn des Malers Samuel-Jacques Bernard; der Finanzier Samuel Bernard hatte sieben Kinder aus anderen Verbindungen, und einer von ihnen, Gabriel Bernard de Rieux, hatte bereits 1717 Bonne de Saint-Chamans-Méry geheiratet, Paulines Schwester). Bernard kaufte Méry jedoch nur, um es seiner Tochter Bonne-Félicité Bernard (1721–1784) als Mitgift anbieten zu können. 1735 heiratete sie im Alter von nur 13 Jahren Mathieu-François Molé, Comte de Champlâtreux (1705–1793), den Président à mortier des Pariser Parlaments (und späteren Premier président). Méry trat daraufhin in die Familie Molé ein. Das Paar schien sich nicht allzu gut zu verstehen, da der Präsident es vorzog, sich in seinem Schloss Champlâtreux aufzuhalten, während seine Frau in Méry blieb. Sie baute eine Beziehung zu Georges-Louis Leclerc de Buffon auf, der häufig das nahe gelegene Schloss Stors besuchte. Buffon beriet die Präsidentin bei der Auswahl der Pflanzen für ihren Park, und Bonne-Félicité gab auch den Umbau der Westfassade des Schlosses nach ihren Vorstellungen in Auftrag, der ihr mit großem Geschmack gelang.
Nach dem Tod von Samuel Bernard zog seine Witwe Pauline de Saint-Chamans mit ihrer Tochter ins Schloss. Sie besuchte oft die Armen im Dorf und ihre Grabplatte wurde während der Revolution nicht verwüstet. Pauline starb 1763, und ihre Tochter Bonne-Félicité Bernard lebte noch bis 1784 und erreichte ein Alter von 72 Jahren. Da sie ihren Sohn Édouard François Mathieu Molé (1760–1794) spät bekommen hatte, war dieser erst 24 Jahre alt, als er seine Mutter beerbte. Er war bereits seit 1780 mit Louise-Élisabeth de Lamoignon (1763–1825; die selige Mère Saint-Louis) verheiratet. Im Jahr 1788 wurde er seinerseits zum Président à mortier des Parlement de Paris ernannt.
Der junge Édouard-François-Mathieu Molé konnte dieses Amt nicht lange ausüben und wurde am 20. April 1794 guillotiniert. Das Schloss wurde jedoch nicht beschlagnahmt und fiel an die Tochter des Président à mortier, Félicité Molé (1786–1852), die noch in jugendlichem Alter war. Erst nach einem Gefängnisaufenthalt konnte sie es genießen und heiratete 1798 den Bruder ihrer Mutter, Anne-Pierre-Chrétien de Lamoignon, genannt Pierre-Christian (1770–1827). Die standesamtliche Trauung wurde vom Bürgermeister vollzogen, der kein anderer als ihr Küchenjunge ist. Der Vicomte Pierre-Christian de Lamoignon ließ das während der Revolution verwüstete Schloss restaurieren und ersetzte die französischen Gärten durch einen englischen Garten. Im Jahr 1823 heiratete Marie-Louise de Lamoignon (1805–1860), die Tochter von Félicité und Pierre-Christian, ihren Cousin Adolphe de Ségur (1800–1876). Bevor er 1827 starb, gelang es Vicomte Pierre-Christian, dem letzten der Lamoignon, für seinen Schwiegersohn den erblichen Titel eines Pairs von Frankreich zu erlangen, der normalerweise nur in männlicher Linie weitergegeben wird. Adolphe nahm daher den Namen Ségur-Lamoignon an. Als sie bereits Witwe war, setzte Félicité Molé die Umgestaltung des Parks fort und engagierte 1845 den Landschaftsarchitekten Louis-Sulpice Varé, um die vorhandenen jahrhundertealten Bäume und die großen Rasenflächen bestmöglich in den neuen englischen Garten zu integrieren. Die alte Dame behielt das Schloss Méry bis zu ihrem Tod im Jahr 1852 und überließ es dann ihrer Tochter Marie-Louise und ihrem Schwiegersohn Adolphe. Die Comtesse de Ségur (1799–1874; Schwägerin von Adolphe durch ihren Mann Eugène und Mutter von Edgar, siehe unten) hielt sich manchmal im Schloss Méry auf und schrieb dort einen kleinen Teil ihrer Werke, darunter wahrscheinlich auch Les Malheurs de Sophie. Was Adolphe de Ségur-Lamoignon betrifft, so ist er vor allem als Präsident der Compagnie des chemins de fer de l’Est bekannt.
Von nun an hatte das jüngste der Ségur-Kinder das Recht, den Namen Lamoignon seinem Namen hinzuzufügen. Dies war der Fall bei Edgar de Ségur-Lamoignon (1825–1900; Diplomat und Abgeordneter des Departements Meuse), der das Schloss 1876 erbte. Die Familie behielt das Schloss lange Zeit. Der Filmschauspieler Guillaume de Sax (1889–1945), eigentlich Guillaume de Ségur-Lamoignon, Sohn von Louis (1860–1930; Geschäftsmann, insbesondere im Eisenbahntransport) und Enkel von Edgar de Ségur, heiratete die Schauspielerin Cécile Sorel (1873–1966), und das Paar wohnte oft im Schloss.
1911 wurde in der Nähe des Parks eine Anlage zur Aufbereitung von Trinkwasser errichtet. Anschließend wurde im Park ein Reservoirbecken angelegt, um im Falle einer versehentlichen Verschmutzung der Oise eine Trinkwasserreserve für drei Tage zu bieten. Das Schloss und sein Park wurden per Erlass vom 23. Juli 1937 als Monument historique eingetragen. Der Park wurde außerdem per Erlass vom 12. Dezember 1946 als Sehenswürdigkeit klassifiziert. 1976 kaufte der Wasserverband der Île-de-France das Anwesen Méry den Ségurs ab - dies war der erste Verkauf seit 1597.

## Das Schloss seit 1976
Das Schloss ging 1986 in den Besitz der Compagnie générale des eaux über, die 1998 in Vivendi umbenannt wurde, und wurde 1999 vollständig renoviert. Der experimentelle botanische Garten wurde von Pascal Cribier, Patrick Blanc und Lionel Guibert angelegt, als Vivendi Eigentümer des Geländes war. Die finanziellen Schwierigkeiten des Konzerns veranlassten Vivendi dazu, die Pflege des Gartens aufzugeben. Die Sanierung des botanischen Gartens befand sich zu diesem Zeitpunkt erst in der Planungsphase.
Das gesamte Anwesen wurde 2004 von der Gemeinde Méry-sur-Oise mit finanzieller Unterstützung der Region Île-de-France, des Generalrats von Val-d’Oise und der Agentur für Grünflächen der Île-de-France erworben. Das Schloss wurde für 45 Jahre an ein Unternehmen vergeben, das Seminare und Empfänge veranstaltet und in der Nähe des Schlosses ein Hotel mit 70 Zimmern eröffnet hat.
Im Jahr 2017 war der von Pascal Cribier entworfene experimentelle Garten verfallen.

## Besuch
Der innere Park ist für die Öffentlichkeit frei zugänglich, vom April bis September von 8 bis 19 Uhr, vom Oktober bis März von 8 bis 17 Uhr. Ein Zugang befindet sich in der Nähe des Rathauses, ein weiterer Zugang befindet sich auf der gegenüberliegenden Seite, immer noch in Méry-sur-Oise, aber auf der Seite von Mériel. Es gibt auch einen Durchgang durch den Wald, der zum Ufer der Oise führt.
Der Außenpark ist für die Öffentlichkeit die ganze Zeit über frei zugänglich. Ein Zugang besteht in der Nähe des Rathauses, etwa 20 Meter weiter nördlich als der Zugang zum Innenpark; weitere Zugänge bestehen vom Innenpark aus, vom Treidelpfad entlang der Oise.
Das Schloss ist nur an Tagen des Kulturerbes für die Öffentlichkeit zugänglich. In der übrigen Zeit finden dort private, öffentliche oder geschäftliche Empfänge statt.